# Kirchenbauwerk (Wasserzeichenmotiv)
Ein Kirchenbauwerk wird als Wasserzeichen seit dem ausgehenden 16. Jahrhundert von mehreren in Thüringen gelegenen Papiermühlen verwendet. Mit den Erzeugnissen der Papiermacher in Arnstadt, Hohenkirchen und Ichtershausen hat sich vor allem der Papierhistoriker und Wasserzeichenforscher Wisso Weiß befasst. Zur Wahl dieses im Unterschied zu anderen Bauwerktypen (z. B. Torburg oder Turm) später und seltener verwendeten Wasserzeichenmotivs lassen sich konkrete Zusammenhänge benennen:

„Wenn in Thüringen die Papiermühle Hohenkirchen als Wasserzeichen die Darstellung einer Kirche im Umriß zeigt, dann ist das eindeutig eine Anspielung auf den Ortsnamen. „Redende Zeichen“ – ein Fachausdruck der Heraldik – gibt es in der Wasserzeichenkunst vielfach. Andererseits handelt es sich bei der von der Papiermühle Arnstadt im Wasserzeichen vorgestellten Kirche um das Wahrzeichen der Papiermühle, denn sie hieß „Zu unserer lieben Frauen“ und sie lag in unmittelbarer Nachbarschaft der Liebfrauenkirche. Es mag dahingestellt bleiben, ob das Bild des Gotteshauses symbolhaft zu betrachten ist oder ob der Papier- und Formenmacher eine bildliche Wiedergabe der Liebfrauenkirche im Sinne hatte.“

Die Wasserzeichen der Papiermühle Arnstadt zeigen das Kirchenbauwerk mit Blick auf das Portal, darüber ein spitzer Giebel zwischen zwei zinnenbewehrten Türmen. Teilweise findet sich über dem Portal der Schriftzug ARNSTAD oder ARNSTADT.
Der Blick auf das Portal, den Spitzgiebel und zwei Doppeltürme der Klosterkirche Ichtershausen finden sich in Wasserzeichen der 1720 gegründeten Papiermühle in Ichtershausen aus der Zeit zwischen 1805 und 1847.
Die Darstellungen des Kirchenbauwerks in Hohenkirchen variieren. Der Blick ist auf die Seite des Kirchenschiffs gerichtet, an der in den Jahren 1576 bis 1579 der kräftige Kirchturm angebaut worden war. Wesentliche Elemente der Darstellung sind der Turm mit Helmdach und Wetterfahne, die Fensterbogen und das Kreuz. Eine frühe Form des Wasserzeichens, das Längsseite und Giebelseite gleichzeitig zeigt, ist aus der Zeit um 1643 belegt, eine späte Form stammt aus der Zeit um 1759.
Im 20. Jahrhundert stellte die Papierfabrik J. W. Zanders in Bergisch Gladbach mit einer von der Metallweberei Andreas Kufferath in Mariaweiler bei Düren gefertigten Schöpfform Papier her, das als Reliefwasserzeichen den Kölner Dom zeigte.

## Wasserzeichen (Beispiele)

Wasserzeichen mit Darstellung des Kirchenbauwerks Liebfrauenkirche in Arnstadt, 1642 bis 1649
Wasserzeichen mit Darstellung des Kirchenbauwerks ehemalige Klosterkirche Ichtershausen
Wasserzeichen mit Darstellung des Kirchenbauwerks St.-Gangolf-Kirche in Hohenkirchen

## Vorbilder

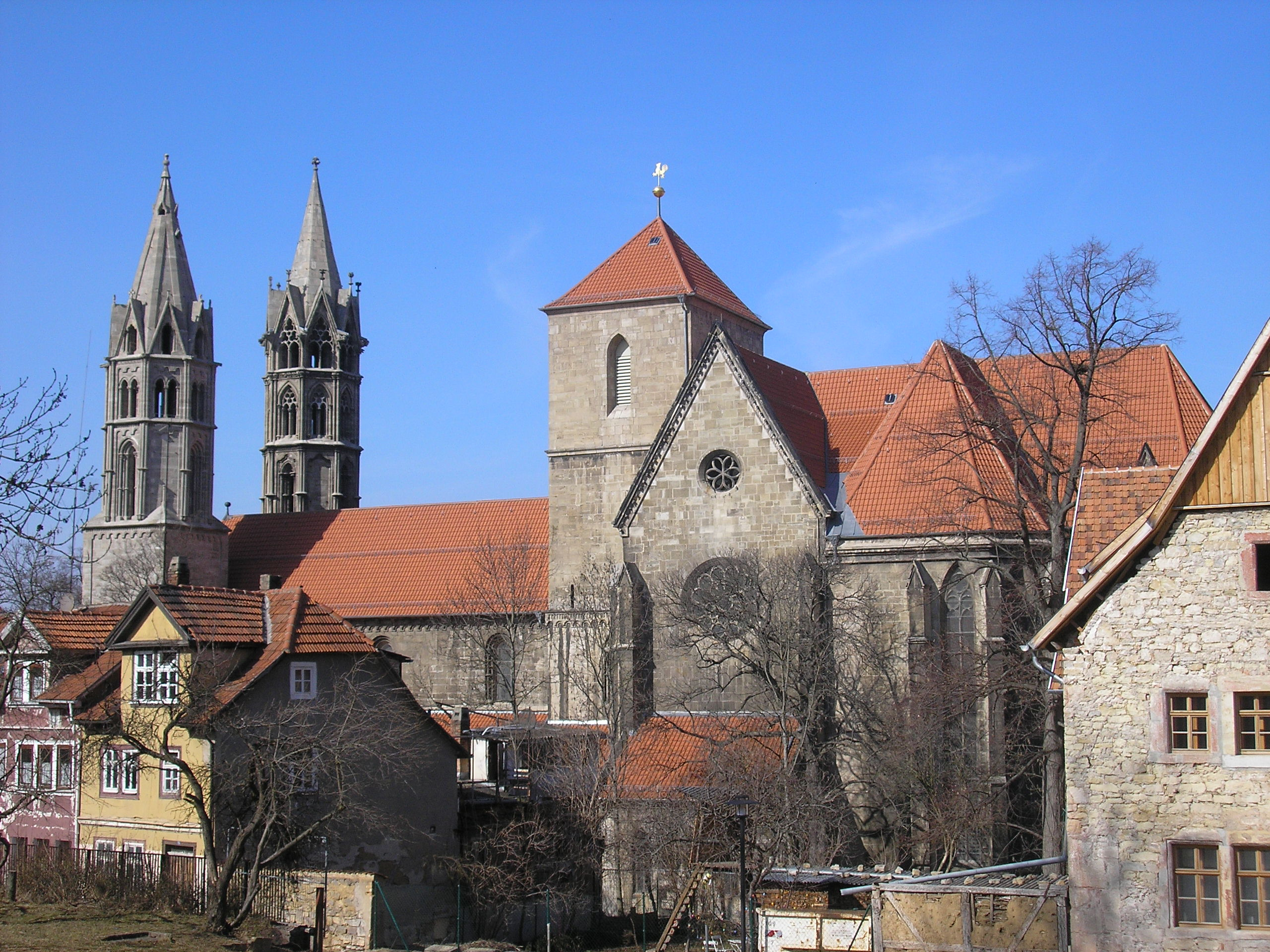
Die Liebfrauenkirche Arnstadt von Süden mit den beiden Westtürmen – sowie dem mittleren Turm über dem Querschiff
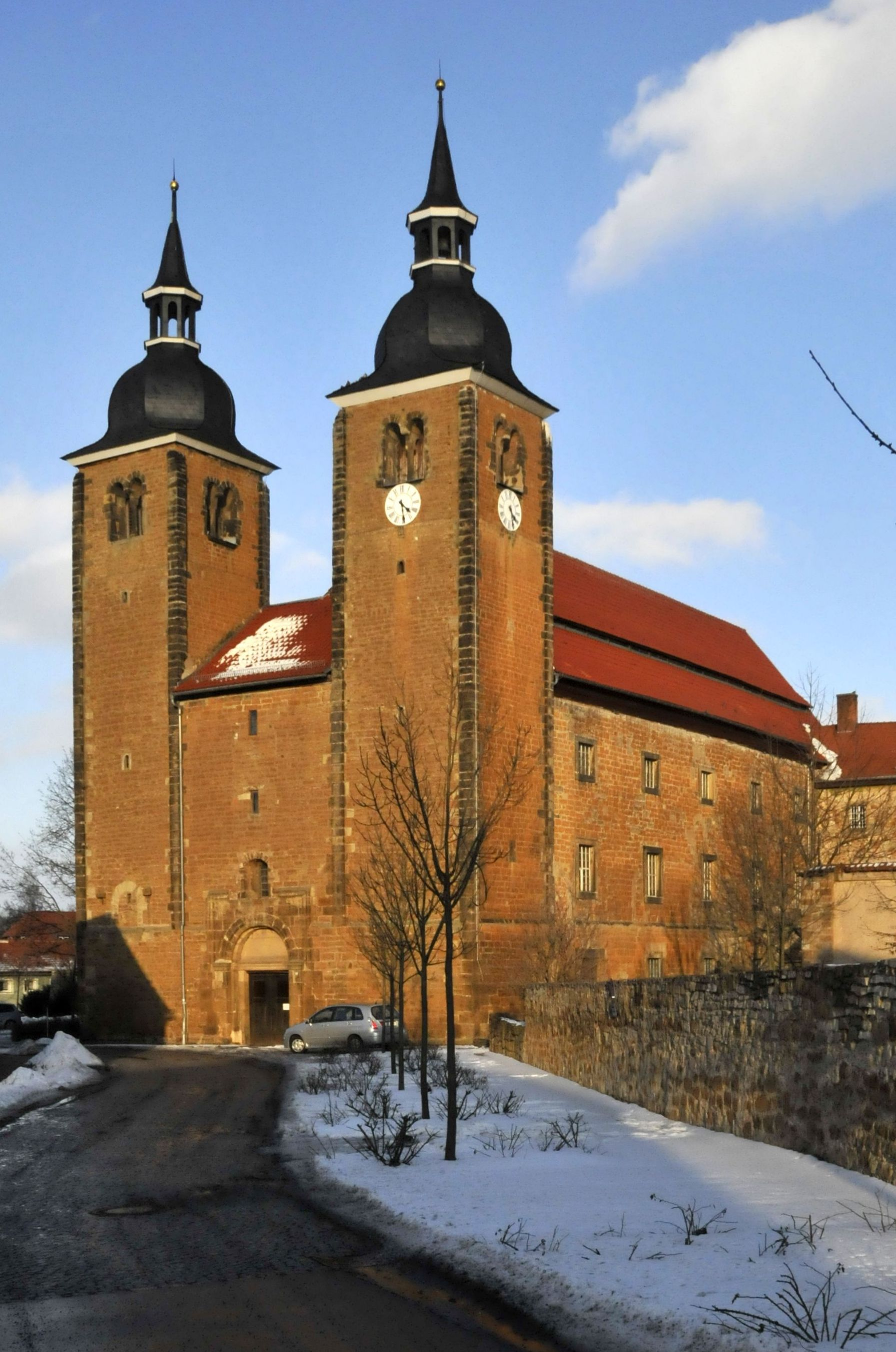
Ichtershausen Klosterkirche
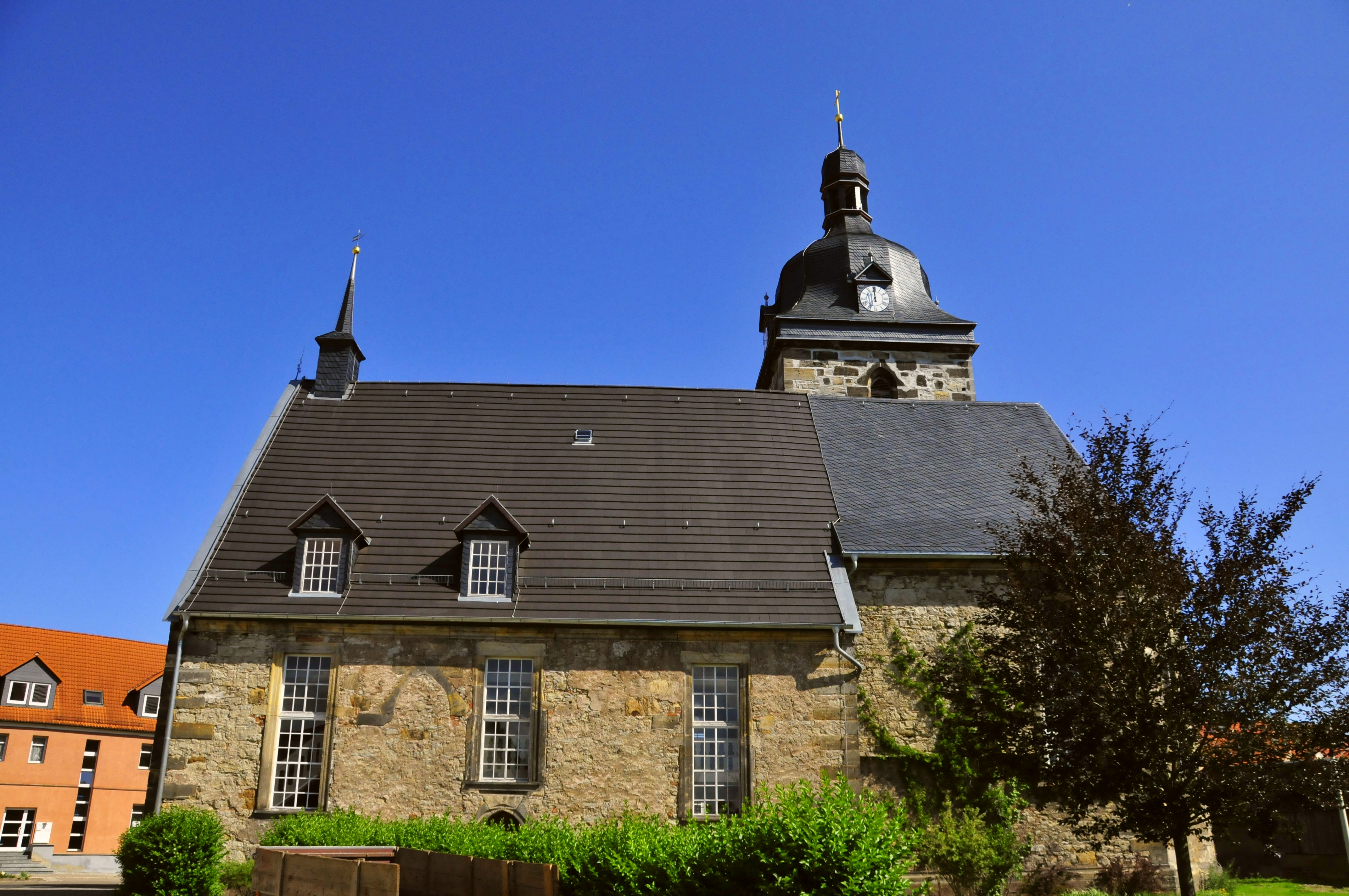
St.-Gangolf-Kirche in Hohenkirchen (Georgenthal)
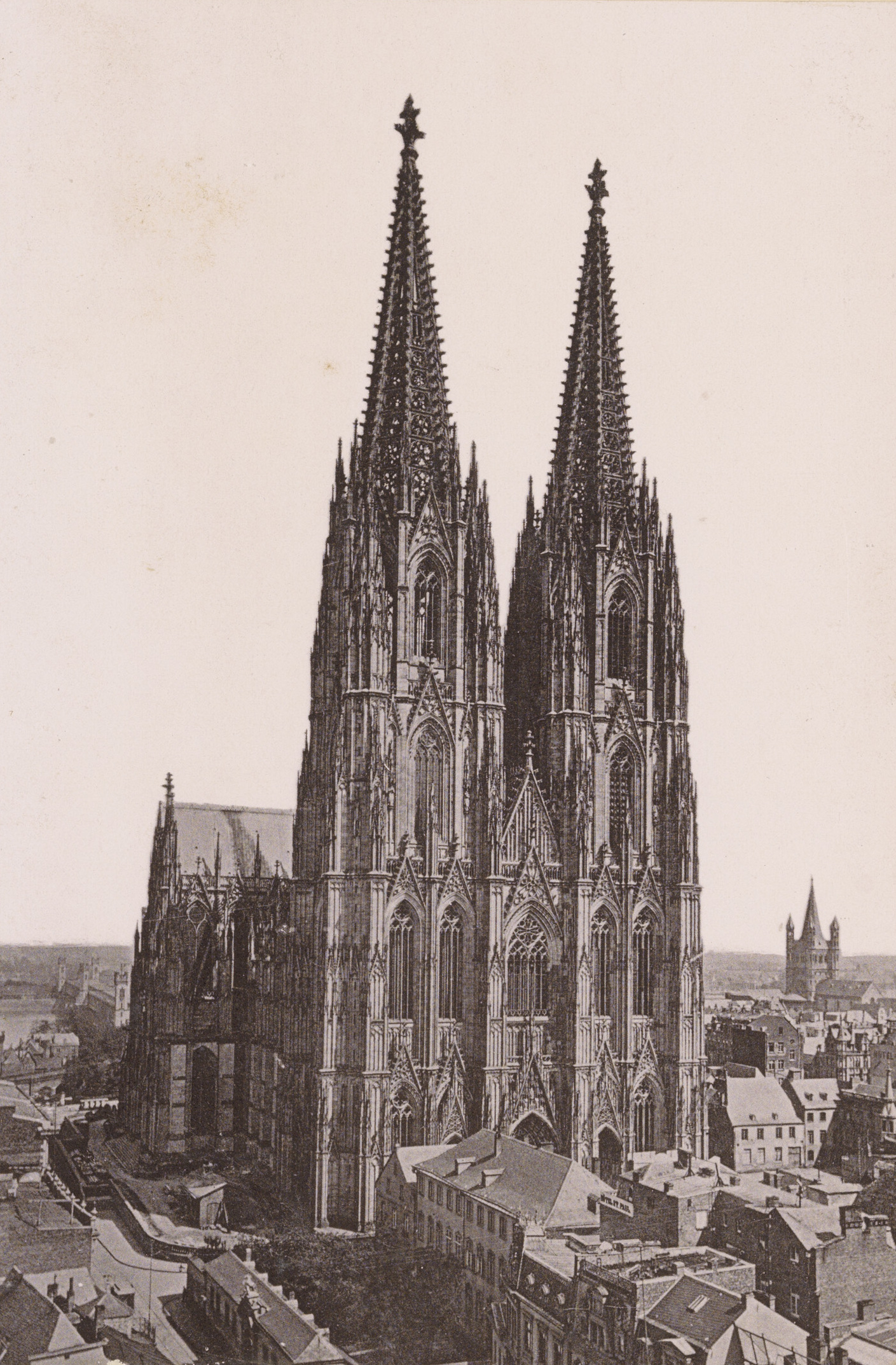
Kölner Dom (1890)